# Liste des résolutions du Conseil de sécurité des Nations unies adoptées en 1957
Les résolutions du Conseil de sécurité des Nations unies sont les décisions qui sont votées par le Conseil de sécurité des Nations unies.
Une telle résolution est acceptée si au moins neuf des quinze membres (depuis le 17 décembre 1963, 11 membres avant cette date) votent en sa faveur et si aucun des membres permanents qui sont la Chine, les États-Unis, la France, le Royaume-Uni et l'Union soviétique (la Russie depuis 1991) n'émet de vote contre (qui est désigné couramment comme un veto).

## Résolutions 122 à 126
- Résolution 122 : la question Inde-Pakistan (adoptée le 24 janvier 1957).
- Résolution 123 : la question Inde-Pakistan (adoptée le 21 février 1957).
- Résolution 124 : admission de nouveaux membres : Ghana (adoptée le 7 mars 1957).
- Résolution 125 : admission de nouveaux membres : Fédération de Malaisie (adoptée le 5 septembre 1957).
- Résolution 126 : la question Inde-Pakistan (adoptée le 2 décembre 1957).